# مجلس شيوخ إنديانا
مجلس شيوخ إنديانا (بالإنجليزية: Indiana Senate) هو مجلس شيوخ ولاية إنديانا الأمريكية، ويتكون من 50 مقعداً، وهو المجلس الأعلى في جمعية إنديانا العامة.

## طالع أيضًا
- جمعية إنديانا العامة